# همه وصیت من
همه وصیت من یک مجموعه تلویزیونی محصول سال ۱۳۷۳ به کارگردانی خسرو ملکان، نویسندگی  و تهیه‌کنندگی  می‌باشد که از شبکه پخش شد.

## بازیگران
- احمدرضا اسعدی
- جمشید اسماعیل‌خانی
- جهانگیر فروهر
- فرزانه کابلی
- هادی مرزبان